# 比杜特·库马尔·罗伊
比杜特·库马尔·罗伊（1972年9月19日 - ）是一名孟加拉国举重运动员，身高1.75米。2010年，在广州亚运会中以275千克获得男子105公斤级举重第九名。